# Servicio Filatélico de Correos
El Servicio Filatélico de Correos español se creó el 6 de agosto de 1946. En un principio era un negociado dependiente del Museo Postal que tenía como finalidad desarrollar las disposiciones de los distintos departamentos referentes a la filatelia y vigilar la legalidad de los sellos que circulaban en España. Actualmente el Servicio Filatélico de Correos tiene como finalidad la venta y promoción de sellos y otros efectos filatélicos en España e internacionalmente fundamentalmente por medio de un servicio de suscripción.